# سلیم جبران

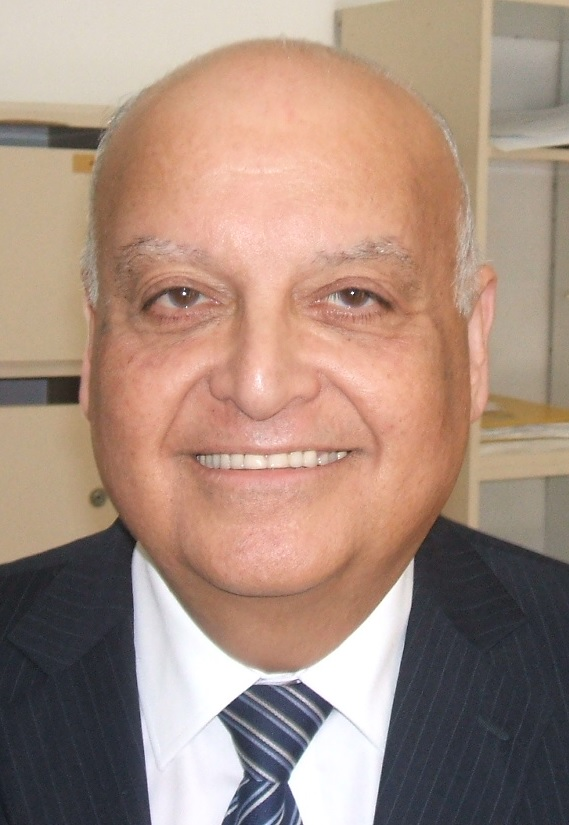
سلیم جبران

سلیم جبران (عربی: سلیم جبران و عبری: סלים ג'ובראן‎) یکی از قضات موقت دیوان عالی اسراییل است. او تنها قاضی موقت عرب و فلسطینی‌تبار دیوان عالی اسرائیل است و از ۲۰۰۳ عضو آن است. او اولین عربی است که به عضویت دائمی این دیوان درآمده‌است.